# Abade
Abade (pers. ‏آباده‎) – miasto w Iranie, w ostanie Fars. W 2006 roku miasto liczyło 55 758 mieszkańców w 14 184 rodzinach.